# Scoparia chordactis
Scoparia chordactis là một loài bướm đêm trong họ Crambidae.